# Microstylum hiritipes
Microstylum hiritipes är en tvåvingeart som beskrevs av Ricardo 1925. Microstylum hiritipes ingår i släktet Microstylum och familjen rovflugor. Inga underarter finns listade i Catalogue of Life.